# Tio tusen kristnas martyrium
Tio tusen kristnas martyrium (tyska: Marter der zehntausend Christen) är en oljemålning av den tyska renässanskonstnären Albrecht Dürer från 1508. Tavlan ingår i Kunsthistorisches Museums samlingar i Wien.  
Dürer skildrar här legenden om tio tusen riddare som berättar om hur romerska legionärer ledda av centurion Acacius besegrade en större upprorsarmé efter att en ängel uppenbarat sig. Den romerske kejsaren (identifierad som Hadrianus, Antoninus Pius eller Diocletianus) uppskattade dock inte legionärernas omvändelse efter slaget och uppmanade därför den persiske kungen Shahpour I att med hotelser och tortyr tvinga de 10 000 att avfalla från den kristna tron. Då de vägrade blev de massakrerade på berget Ararat.
I bilden avbildas biskop Hermolaus av Nicomedia med vit mitra i mellangrunden till vänster. Enligt helgonlegenden var det han som döpte legionärerna. Till höger i förgrunden syns de persiska befälhavarna i stora turbaner. De är klädda som osmanska sultaner vilket kan förklaras av tidens rädsla för det i sydöstra Europa expanderande Osmanska riket. I mitten står två svartklädda män, till synes oberörda av den pågående massakern. Den ena är ett självporträtt; på samma sätt som i flera andra målningar (till exempel Rosenkransfesten) avbildar Dürer sig själv hållandes en skylt som signerar och daterar verket: "Iste fatiebat ano domini 1508 alberto Dürer aleman" (Detta arbete utfördes år 1508 av Albrecht Dürer, tysk). Mannen till vänster är den tyske humanisten Konrad Celtes, tillika Dürers vän, som hade dött strax innan målningen blev klar. 
Målningen var ursprungligen en altartavla, beställd av kurfurst Fredrik III av Sachsen, i Allhelgonakyrkan, även kallad Slottskyrkan, i Wittenberg. Kurfursten ägde flera reliker, bland annat från helgonlegenden tio tusen riddare, som förvarades i en särskild relikkammare i kyrkan där även tavlan hängdes upp. Verket förvärvades år 1600 av kejsar Rudolf II. Dürer avbildade samma massaker ett decennium tidigare i ett träsnitt (se bild). 

## Bilder

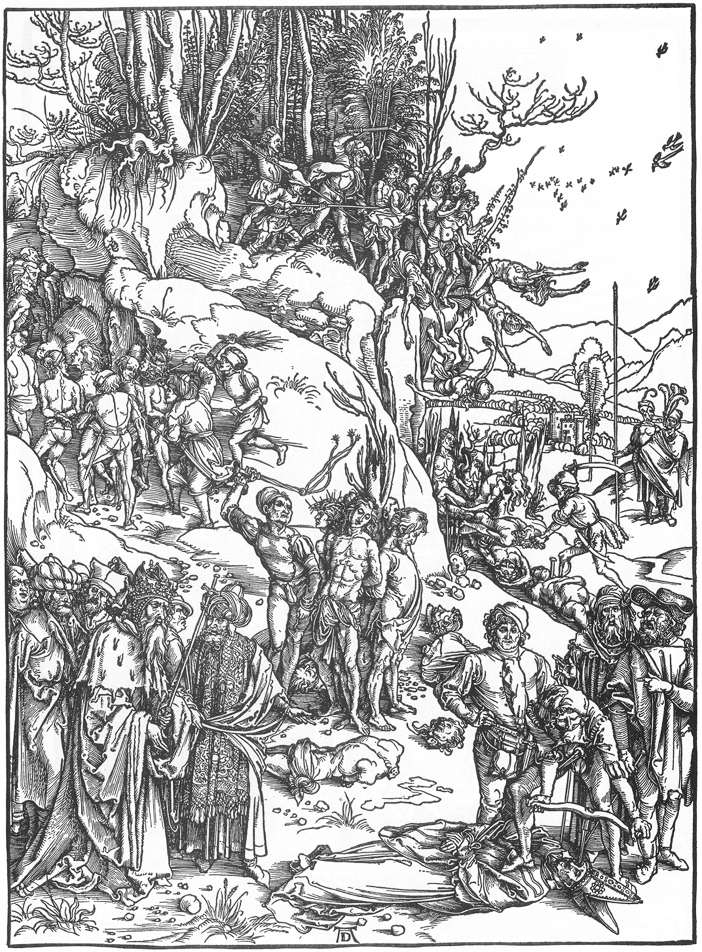
Träsnitt av Albrecht Dürer från 1496 eller 1497 som skildrar helgonlegenden om tio tusen riddare.